# 4119 Miles
4119 Miles (1983 BE) là một tiểu hành tinh vành đai chính được phát hiện ngày 16 tháng 1 năm 1983 bởi Edward L. G. Bowell ở Flagstaff.